# Sébastien Parotte
Sébastien Parotte (* 1984 in Verviers) ist ein belgischer Opernsänger in der Stimmlage Bassbariton.

## Leben
Sébastien Parotte wuchs in Grand-Rechain bei Herve auf und erhielt im Alter von fünf Jahren ersten Gesangsunterricht. Als Knabensolist sang er an der Lütticher Oper und an der Oper La Monnaie in Brüssel. Seine Studien machte er an den Konservatorien von Lüttich, wo er einen Abschluss im Fach Kontrabass erhielt und ab 2001 in Maastricht, wo er in der Klasse von Mya Besselink Gesang studierte. Der deutsche Ableger von Jeunesses Musicales International wählte ihn 2005 aus, um Rollen in Opern von Verdi und Rossini zu singen. 2007 war er als Mitglied der Jeunes Voix du Rhin an der Opéra National du Rhin in Straßburg. 2008 erhielt er ein Stipendium für den Unterricht in der Chapelle musicale Reine Élisabeth in Brüssel, wo ihn José van Dam auf den Concours Reine Elisabeth 2011 vorbereitete. In diesem internationalen Wettbewerb war Parotte unter den 12 Finalisten und erhielt den Publikumspreis. 2011 debütierte Parotte am Landestheater Linz als Don Magnifico in La Cenerentola. In der Konzertsaison 2011/2012 hat Parotte Engagements an der „Opéra National de Lorraine“ und in der Rolle des „Masetto“ in Mozarts Don Giovanni an der „Opéra National de Bordeaux“.
Seit Beginn der Spielzeit 2012/13 ist er am Staatstheater Nürnberg engagiert, wo er als Leporello, Ping, Angelotti und vielen weiteren Rollen zu sehen war.
In den letzten Jahren sang er in Produktionen wie La Cenerentola von Rossini in Montenegro, in La Traviata von Verdi am Theater Hof, weitere Engagements führen ihn u. a. an die Opéra National de Bordeaux, die Opéra national de Lorraine, zum Festival d’Aix-en-Provence. Seit 2018 sang er in der Produktion der Jeanne d’Arc au bûcher von Honegger, mit dem Orchestre Philharmonique Royal de Liège, in Schuberts Winterreise, und 2019 in der Rolle des Dulcamara in L’elisir d’amore von Gaetano Donizetti an der Grand Opera d’Avignon.